# Chiesa di San Bernardino (San Fior)
La chiesa di San Bernardino è un edificio sacro di San Fior, ubicato lungo la SS 13 Pontebbana, presso la località denominata Campardo.

## Storia

### Origini e culto secolare
La piccola chiesa del Campardo (dal latino campus aridus) fu costruita nel XV secolo, come ex voto: nell'anno 1461, il giorno di San Bernardino da Siena (20 maggio), in seguito a una grandinata, il territorio in questione, già per natura arido, subì danni irreparabili alle colture. Fu per questo che, proprio in seguito alla tempesta, la comunità edificò la chiesa e diede inizio a un secolare culto popolare per San Bernardino.
Nei secoli successivi la chiesetta fu un attivo centro religioso dipendente da San Fior: San Bernardino era un punto di riferimento per i contadini e gli allevatori che abitavano ed erano attivi nel Campardo, i quali annualmente facevano offerte al santo protettore e agli altri due santi che qui si veneravano, Antonio abate e Osvaldo, ai quali competevano la protezione di bestie e stalle e ai quali erano dedicati gli altari minori.

### Età moderna
L'anno 1797 segna l'inizio del degrado e dell'espoliazione della chiesa, con i danneggiamenti che vi inflissero gli invasori, al comando di Napoleone Bonaparte.
Anche nel XX secolo, durante la prima guerra mondiale e successivamente, San Bernardino subì ulteriori scempi e ruberie, ad opera di ladri e di truppe straniere.
Tra 1994 e 1997 la chiesa ha beneficiato di un restauro integrale ad opera del gruppo Alpini di San Fior, che hanno "adottato" l'edificio e hanno la responsabilità della sua cura, riportandolo all'antico splendore.

## Descrizione

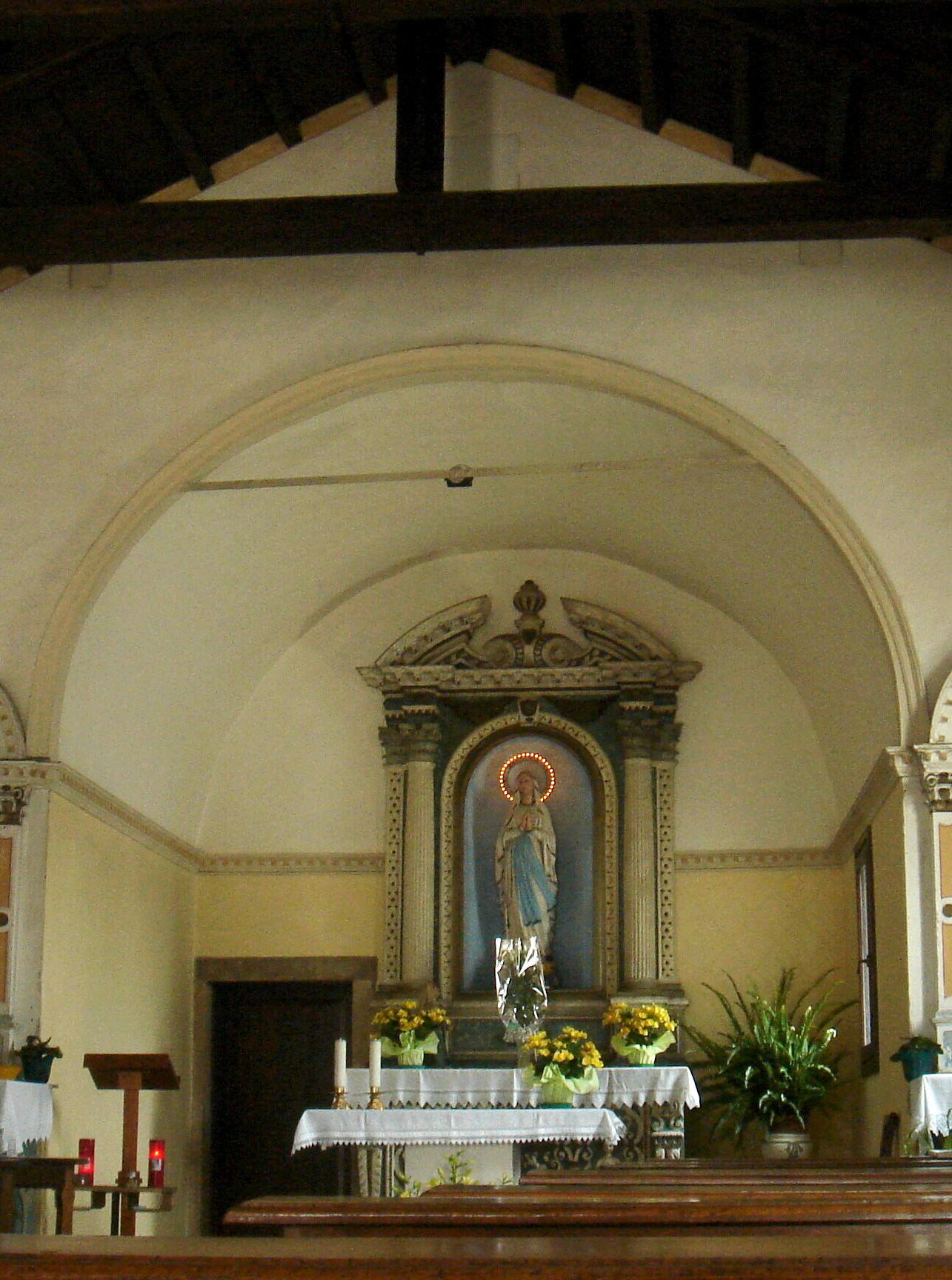
Il presbiterio e l'altar maggiore

### Esterni
La facciata a capanna presenta quattro aperture: il portale sovrastato da un piccolo timpano, due ampie finestre rettangolari ai lati (sotto cui escono due seggiolini in pietra) e un piccolo rosone al centro.
Il piccolo campanile si pone come continuazione della parte sinistra della facciata, con le sue quattro monofore a tutto sesto e la singolare sommità, costituita da un tamburo sovrastato da una cuspide conica lavorata, culminante nella croce con foglie. Sul lato che costeggiato dalla statale, sono presenti un secondo ingresso murato e due finestre laterali.
Dietro, l'abside è una sporgenza a pianta quadrangolare, aperta da una minuscola monofora.

### Interni
L'interno è a una navata e coperto a capriate lignee, mentre il presbiterio è un ambiente più piccolo coperto da volta a botte e rialzato di un gradino.
L'ambiente è semplice, adornato solo dai tre altari, nei quali sono inserite statue moderne, in luogo di quelle originali andate rubate e perdute nei secoli passati: l'altare maggiore, di bella fattura con ai lati due colonne di ordine corinzio, un tempo ospitava una statua di San Bernardino, ma oggi è dedicato all'Immacolata Concezione e conserva un'immagine della Madonna; l'altare di sinistra, già di Sant'Antonio abate, ora ha una statua novecentesca di San Bernardino; l'altare di destra, già di Sant'Osvaldo, una statua di Sant'Antonio da Padova.
Sulla parete sinistra una superficie dipinta contiene un'iscrizione che commemora la ragione per cui la chiesa fu edificata, con dati cronologici precisi, che hanno facilitato la ricostruzione degli eventi storici ad essa legati.
Infine, sul pavimento, è presente una sepoltura del 1699, dove riposa una esponente della famiglia Pellati di Serravalle di Vittorio Veneto.